# Horsch (entreprise)
 (avril 2017).
Améliorez-le ou discutez des points à vérifier. 
Pour les articles homonymes, voir Horsch.
Horsch est une entreprise agricole fondée en 1984 par Michael Horsch.
Cette entreprise produit des semoirs et outils de travail du sol allant jusqu'à 18 m.
En semis, ils sont connus pour leur Pronto et Sprinter qui sont des semoirs de semis simplifié.

## Produits
Il existe plusieurs semoirs :
- le Pronto DC allant de 3 à 9 m, adapté à toutes les conditions et pouvant fertiliser avec le système PPF ;
- le Pronto AS équivalant au DC, mais équipé de roues porteuses et d'un attelage trois-points pour atteler diverses types de planches de semis ;
- le Pronto KE ;
- le Pronto TD ;
- le Sprinter ST qui permet de semer sans labour, en conditions difficiles ;
- le Deltasem CO permettant de semer et de fertiliser en même temps ;
- le Maistro RC et CC, un semoir monograine maïs de haute précision ;
- le DuoDrill, un semoir pour petites graines ;
- le ATD, un semoir de grande largeur (jusqu'à 18 m).

Horsch fabrique aussi des déchaumeurs et des rouleaux packers.

## Site officiel
- Site officiel